# クーネオ包囲戦 (1691年)
クーネオ包囲戦（クーネオほういせん、英語: Siege of Cuneo）は大同盟戦争中の1691年6月28日、サヴォイア公国のクーネオで行われた戦闘。クーネオの包囲はフランス王ルイ14世の前年にアウクスブルク同盟に味方したサヴォイア公ヴィットーリオ・アメデーオ2世に対する戦役の一環であり、ピエモンテの平原に足掛かりを得ることでニコラ・カティナ元帥の軍勢がアルプス山脈の東で冬営に入ることができた。しかし、フランス軍の指揮官であるカティナとヴィヴィアン・ラベ・ド・ビュロンドの無能に神聖ローマ帝国軍の援軍が到着したこともあって包囲は失敗に終わり、帝国軍は700から800人を失った。フランス軍は西方でニースを、北方でモンメリアン、カティナ率いるフランス軍は少人数で装備も不足したため守備に入らざるを得なかった。ルイ14世は寛大な条件でヴィットーリオ・アメデーオ2世に平和を申し入れたが、今や神聖ローマ帝国からの大部隊が増援として派遣されたため、ヴィットーリオ・アメデーオ2世は戦争継続を選んだ。

## 背景
フランスに封土のように扱われる状況から脱そうとしたサヴォイア公ヴィットーリオ・アメデーオ2世は1690年6月にアウクスブルク同盟側で大同盟戦争に参戦したが、8月18日のスタッファルダの戦いでカティナ元帥に大敗を喫した。その後、カティナはピネローロにある仏軍の基地を利用して近くの町をいくつか落とした。しかし、連絡の問題と輸送の不備（輸送の不備により補給と人員が不足した）によりフランス軍は1690年末にはピエモンテの平原から撤退、アルプス山脈の西で冬営に入った。
フランス軍は1691年の戦役を早くも開始した。3月、カティナは国境を越えてニース伯領に入り、南部の港町ニースとヴィッラフランカを占領した（両港町はプロヴァンスを水陸から攻撃するための基地として活用される可能性があり、また占領することでフランス軍が逆利用してピエモンテ南部での戦役の役に立つことができる）。ヴィッラフランカは3月20日にカティナに降伏、ニースの町もすぐに降伏したが、ニースの城塞はヴィンス（Vins）将軍率いる派遣軍が4月1日に降伏するまで守り通した。フランス軍はたった100人の損害でニースを占領、今やニース伯領のほぼ全体がルイ14世の支配下に置かれた。アルプス山脈の西部にあるサヴォイアの町はモンメリアンのみがサヴォイアの手に残っていた。

## 包囲

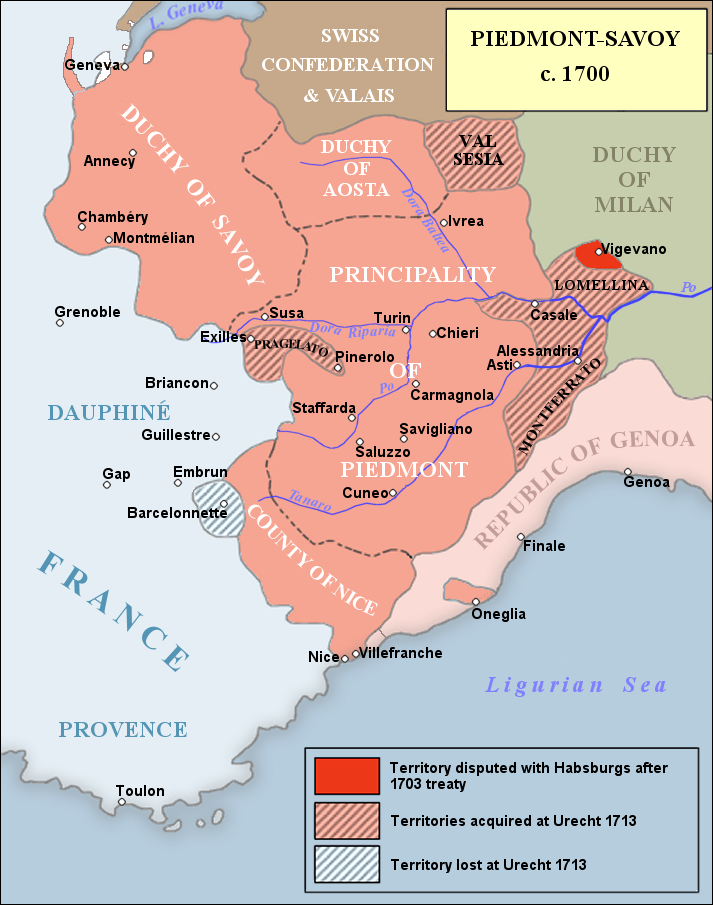
1690年時点でのヴィットーリオ・アメデーオ2世の領土はニース伯領、サヴォイア公国、そして首都のトリノを含むピエモンテ公国に分かれていた。

ピエモンテではフキエール侯爵が4月18日にピネローロから南西に出撃してヴァルド派とフランスから逃げてきたユグノーを攻撃するためにルゼルナに向かった。フキエールは前年の攻撃では敗北したが、今度は大した抵抗も受けずに町を略奪、多くの住民を虐殺した。一方、カティナはトリノとスーザを繋ぐ道の近辺を荒らしまわった。首都トリノの占領は歩兵と補給の不足により不可能であったが、カティナは5月29日にアヴィリアーナを落とし、フキエールとビュロンド率いる大部隊を派遣してピエモンテ南部のストゥーラ・ディ・デモンテ川沿岸にあるクーネオを包囲させた。
クーネオを占領することで、フランス軍はアルプス山脈の東で1691年から1692年にかけての冬を過ごすことができたが、フキエールとビュロンドの無能により遠征は大失敗に終わった。プリンツ・オイゲン率いる帝国軍騎兵とレガネス侯爵率いるスペイン軍の接近を聞くと、ビュロンドは怖気づいて包囲を解いた。フランス軍は700人から800人を失ってその補給、負傷兵、大砲を全て放棄してまるで敗走するようにトリノ近くにいるカティナの本軍と合流しようと走った。クーネオの駐留軍は包囲に耐え、オイゲンが到着するときにも無事であった。オイゲンはクーネオを増援した後、トリノへ戻った。

## その後
7月、フキエールは増援を得て、フランスが占拠していたがサヴォイアの領地の東で孤立したカザーレに進軍した（これは戦争中この一度だけ起こった）。いずれにしても、イタリア戦役におけるフランス軍は終始補給と人員の不足に悩まされた。少しさかのぼって6月9日、カティナはカルマニョーラを奪取したが、8月に（直近の大トルコ戦争でオスマン軍を相手に戦った）帝国軍1万3千がヴィットーリオ・アメデーオ2世への援軍として到着、サヴォイアの同盟軍の人数が（記録上で）4万5千人まで増えた。9月26日、同盟軍はポー川を渡ってカルマニョーラを奪回しようとし、フランス軍の人員不足によりカルマニョーラは10月8日に同盟軍に降伏した。
一方、サヴォイア公国におけるフランス軍を指揮するラ・オゲット侯爵はモンメリアン包囲の準備としてヴァッレ・ダオスタを襲撃した。ヴィットーリオ・アメデーオ2世がピエモンテからモンメリアンに援軍を派遣できる道は2つしかなかったが、1つは1690年11月にスーザが陥落したことで使用できなくなり、もう1つはヴァッレ・ダオスタを通る道であった。ラ・オゲットはバールまで着いてからサヴォイアに戻り、全ての橋や渡河点を破壊した。しかし、攻城用の大砲が不足したため、モンメリアンが包囲されたのは11月になってからのことだった。やがてピエモンテからの援軍がないことが明らかになると、モンメリアンの市長は12月22日に城塞を明け渡した。
フランス軍がピエモンテで成し遂げたことは少ないものの、カティナは今やニース伯領とサヴォイア公領のほとんどを占領した。夏の平和交渉ではルイ14世がニースにおける占領地、モンメリアン、そしてカザーレへの道にあるいくつかのピエモンテ領の領有を頑なに主張した。またヴィットーリオ・アメデーオ2世が兵士2,400と竜騎兵3個連隊をフランス軍と合流させてほかの戦場で同盟軍と戦うよう要求された。しかし、7月16日にそれまでルイ14世への大きな影響力を有した精力的なルーヴォワ侯爵が死去、その12日後に穏健派のシモン・アルノー・ド・ポンポンヌが呼び戻されて最高国務会議（Conseil d'en haut）の一員に復帰した。この出来事はフランスの態度を大きく変えた。今やフランス軍はイタリアで自軍に勝っていた軍勢に直面、しかも軍をピエモンテの平原に維持できないため、ルイ14世が12月に提案した講和の条件は1690年5月のそれとはまったく異なっていた。ルイ14世はサヴォイアに戦争の支出を支払い、フランスの占領地を中立国に委ね、カザーレの破壊に同意、さらにスペイン王カルロス2世が死去した場合にはヴィットーリオ・アメデーオ2世を援助してミラノ公国を征服することまで約束した。しかし、ヴィットーリオ・アメデーオ2世は続く戦争では軍事的に優勢であると予想、交渉に本腰を入れなかった。やがて講和の条件が拒絶されると、戦闘は翌年に再開した。